# Almost Lover
Almost Lover (englisch für „Beinahe-Geliebter“) ist die Debütsingle der US-amerikanischen Sängerin und Pianistin Alison Sudol unter ihrem Künstlernamen A Fine Frenzy aus dem Jahr 2007. Veröffentlicht wurde Almost Lover im Mai 2007 als Leadsingle mit der B-Seite Whisper aus ihrem Debütalbum One Cell in the Sea, das im Juli 2007 erschien.

## Inhalt
In dem Lied verabschiedet sich die Interpretin emotional von ihrem „Beinahe-Geliebten“, sie nennt ihn einen unerfüllten Traum, bezeichnet ihre Liebe als glücklose Romanze, der sie jetzt den Rücken zukehre, und meint, sie hätte wissen müssen, dass er ihr früher oder später das Herz brechen werde, so wie es alle „Beinahe-Geliebten“ tun würden. Das Tempo der Originalversion von A Fine Frenzy beträgt 120 Schläge pro Minute. Die Tonart ist C-Dur.

## Kommerzieller Erfolg

### Chartplatzierungen
| ChartsChartplatzierungen | Höchstplatzierung | Wochen |
| ------------------------ | ----------------- | ------ |
| Deutschland (GfK)        | 8 (38 Wo.)        | 38     |
| Österreich (Ö3)          | 5 (37 Wo.)        | 37     |
| Schweiz (IFPI)           | 10 (41 Wo.)       | 41     |

| ChartsJahrescharts (2008) | Platzierung |
| ------------------------- | ----------- |
| Deutschland (GfK)         | 28          |
| Österreich (Ö3)           | 20          |
| Schweiz (IFPI)            | 27          |

### Auszeichnungen für Musikverkäufe
Im Jahr 2013 wurde das Lied in Deutschland mit einer Goldenen Schallplatte für 150.000 verkaufte Einheiten ausgezeichnet. Bereits 2009 erreichte das Stück Goldstatus in der Schweiz für mehr als 15.000 Verkäufe.
| Land/Region        | Auszeichnungen für Musikverkäufe (Land/Region, Auszeichnung, Verkäufe) | Verkäufe |
| ------------------ | ---------------------------------------------------------------------- | -------- |
| Deutschland (BVMI) | Gold                                                                   | 150.000  |
| Schweiz (IFPI)     | Gold                                                                   | 15.000   |
| Insgesamt          | 2× Gold ·                                                              | 165.000  |

## Coverversionen
Jasmine Thompson nahm 2013 eine Coverversion des Songs mit 123 Schlägen pro Minute auf.